# Eduardo Costa (judista)
Eduardo Edilio Costa Gramajo (* 23. září 1977 San Miguel de Tucumán) je bývalý argentinský zápasník – judista.

## Sportovní kariéra
S judem začínal v 11 letech v rodném San Miguel de Tucumán pod vedením Jorge Aguirrea. Vrcholově se připravoval v Buenos Aires ve sportovním tréninkovém centru CeNARD pod vedením Luise Beníteze a později Tigrana Karganjana. V argentinské mužské reprezentaci se pohyboval od roku 1996 ve střední váze do 90 (86) kg. V roce 2000 obsadil panamerickou kontinentální kvótu pro start na olympijských hrách v Sydney. V Sydney poprvé ukázal, že se na vrcholnou čtyřletou sportovní akci umí připravit. V úvodním zápase takticky vyfauloval Itala Michele Montino a ve druhém kole takticky udržel bodové vedení nad Jihokorejcem Ju Song-jonem. Jeho olympijskou cestu zastavil až ve čtvrtfinále Francouz Frédéricem Demontfauconem, jehož uči-matu nezachytil hned v úvodních sekundách zápasu. Z oprav se do bojů o medaile neprobojoval.
Mezi lety 2001 a 2002 se judu vrcholově nevěnoval z finančních důvodu (argentinské ekonomické krize). k přípravě se vrátil v roce 2003 a v roce 2004 startoval na olympijských hrách v Athénách. V úvodním kole poslal domů z výletu Venezuelana Josého Camacha technikou kučiki-taoši na ippon a ve druhém kole vyřadil na body (wazari) kontrachvatem sasae-curikomi-aši favorizovaného Ukrajince Valentyna Hrekova. Ve čtvrtfinále však nestačil na Japonce Hiroši Izumiho, se kterým prohrál minimálním bodovým rozdílem na koku. Z oprav se do bojů o medaile neprobojoval a obsadil dělené 7. místo.
Od roku 2007 přepustil pozici reprezentační jedničky Diegu Rosatimu a do olympijského roku 2008 šel ve vyšší polotěžké váze do 100 kg. Uspěl v agrentinské olympijské nominaci a startoval na svých třetích olympijských hrách v Pekingu. Po úvodní výhře na body (wazari) nad Slovákem Zoltánem Pálkovácsem, prohrál v kole druhém s Polákem Przemysławem Matyjaszekem na ippon technikou uči-mata. Vzápětí ukončil sportovní kariéru.

## Výsledky
| Turnaj                  | 1998         | 1999         | 2000         | 2001         | 2002         | 2003         | 2004         | 2005         | 2006         | 2007         | 2008 |
| Turnaj                  | 21           | 22           | 23           | 24           | 25           | 26           | 27           | 28           | 29           | 30           | 31   |
| Turnaj                  | střední váha | střední váha | střední váha | střední váha | střední váha | střední váha | střední váha | střední váha | střední váha | střední váha |      |
| ----------------------- | ------------ | ------------ | ------------ | ------------ | ------------ | ------------ | ------------ | ------------ | ------------ | ------------ | ---- |
| Olympijské hry          |              |              | úč.          |              |              |              | 7.           |              |              |              | úč.  |
| Mistrovství světa       |              | úč.          |              | —            |              | úč.          |              | úč.          |              | —            |      |
| Panamerické hry         |              | 2.           |              |              |              | —            |              |              |              | —            |      |
| Panamerické mistrovství | 2.           | —            | —            | —            | —            | —            | 3.           | 1.           | 3.           | —            | 2.   |
| Jihoamerické hry        | ?            |              |              |              | —            |              |              |              | —            |              |      |